# اسلواک تلکوم
اسلواک تلکوم، (به انگلیسی: Slovak Telekom) بزرگترین شرکت مخابرات اسلواکی است، که در زمینه ارائه خدمات خطوط تلفن ثابت، شبکه تلفن همراه، اینترنت و پهنای باند فعالیت می‌نماید.
شرکت اسلواک تلکوم در سال ۱۹۹۹ راه‌اندازی شد و در سال ۲۰۰۴ شرکت آلمانی دویچه تلکوم اقدام به خریداری ۵۱٪ درصد از سهام آن نمود. اسلواک تلکوم در حال حاضر از شرکت‌های زیرمجموعه تی-موبایل می‌باشد. دفتر مرکزی این شرکت در شهر براتیسلاوا، اسلواکی قرار دارد.